# Shambala (peuple)
Pour les articles homonymes, voir Shambala.
Les Shambala sont un peuple d'Afrique de l'Est établi au nord-est de la Tanzanie, dans les monts Usambara. Ils sont proches des Pare et des Mbugu.

## Ethnonymie
Selon les sources, on observe quelques variantes : Sambaa, Sambala, Sambara, Shambaa, Shambala, Washambala, Washambara.
« Shambala » désigne parfois un ensemble de peuples, ou seulement l'un d'entre eux, considéré alors comme un sous-groupe des Shambaa.

## Langue
Leur langue est le shambala, une langue bantoue, dont le nombre de locuteurs était estimé à 664 000 en 2001.

## Galerie

Shambala
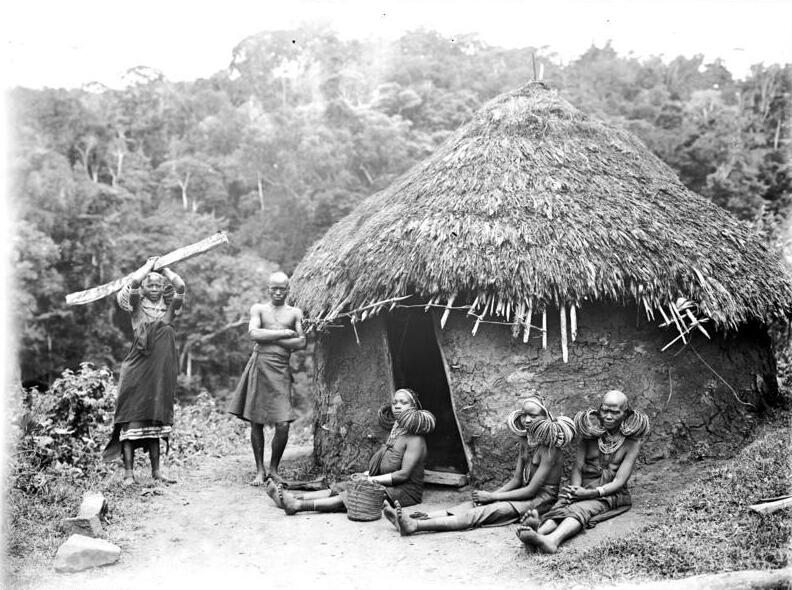
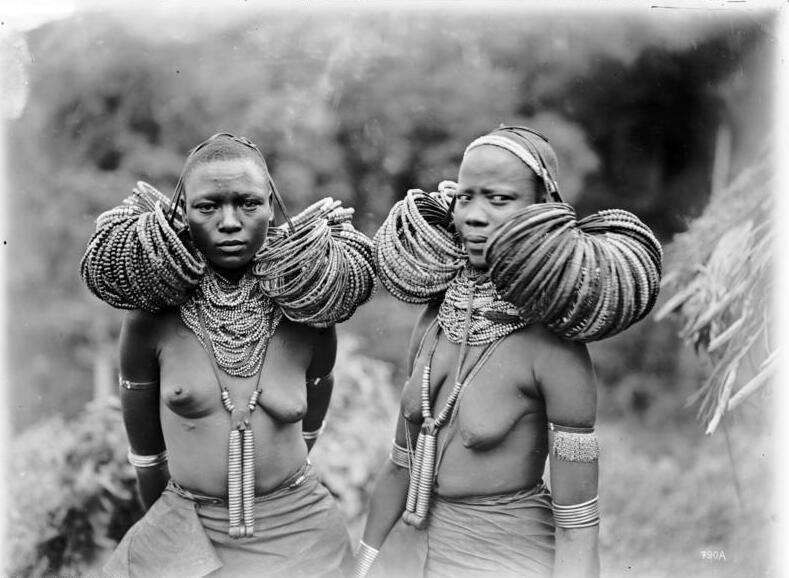
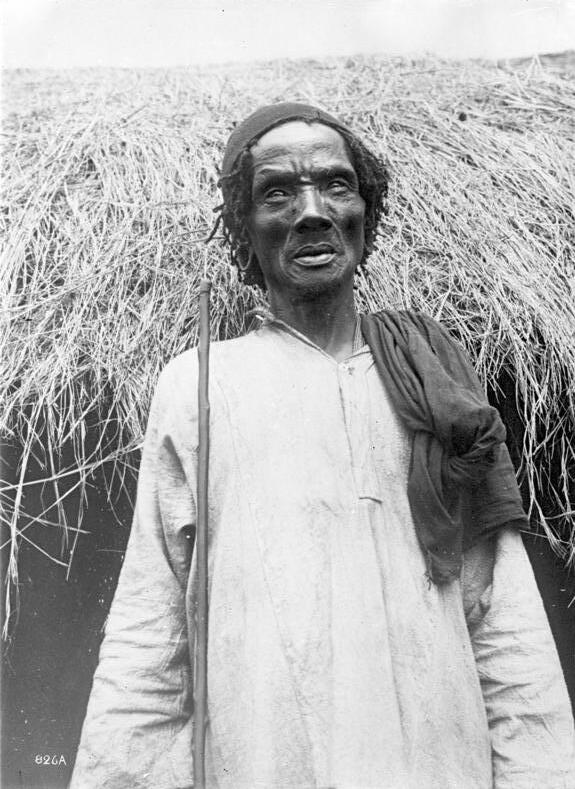